# رایموند دیتسن
رایموند دیتسن (انگلیسی: Reimund Dietzen؛ زادهٔ ۲۹ مهٔ ۱۹۵۹) دوچرخه‌سوار اهل آلمان است.